# McLaren Automotive
McLaren Automotive este un constructor britanic de automobile de stradă bazate de tehnologiile folosite în Formula 1. Compania a fost înființată în 1990 și este parte a McLaren Group, un holding din care mai face parte și echipa de Formula 1, McLaren.S

## Automobile

### F1

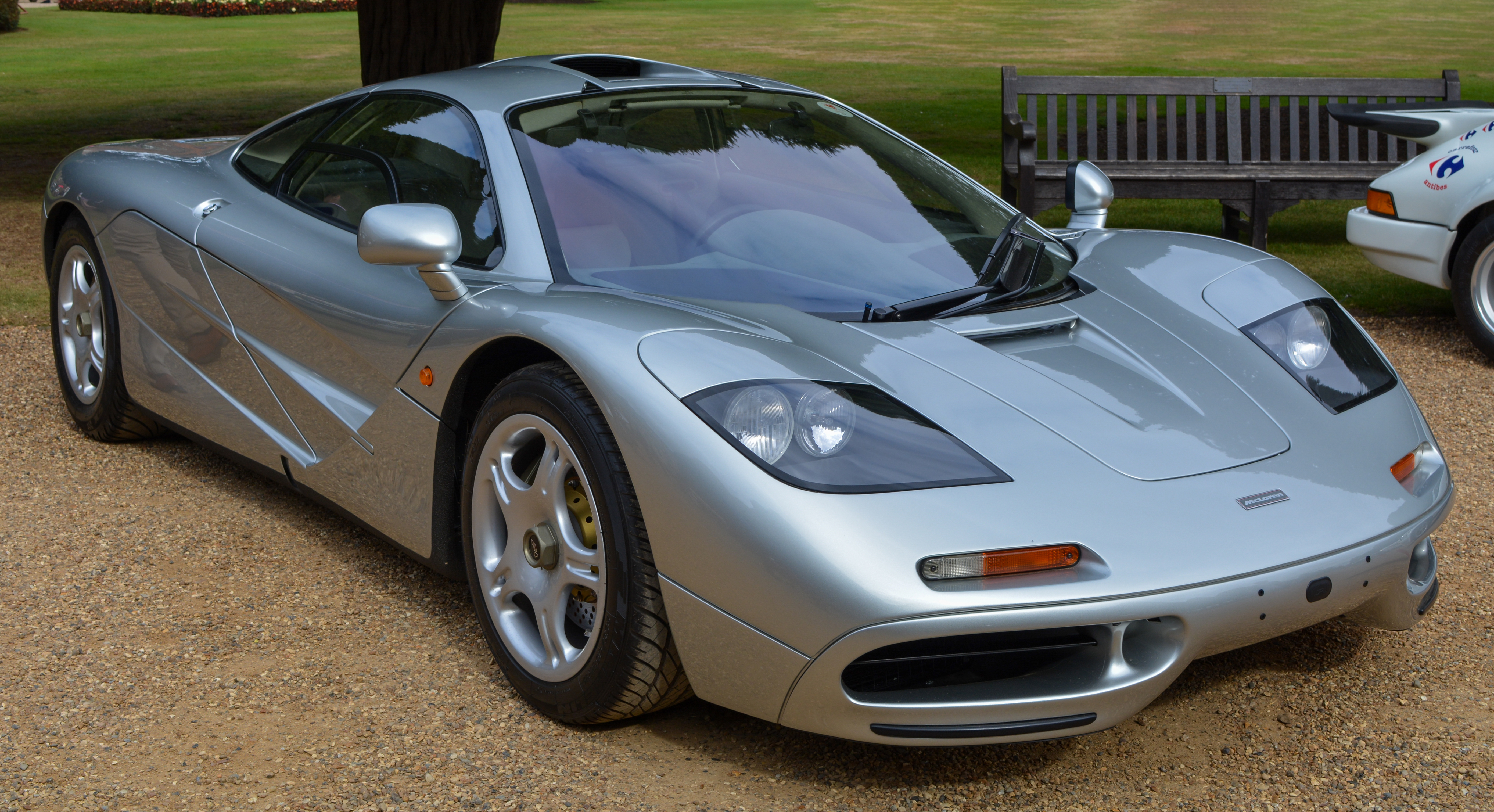
McLaren F1

McLaren F1 a fost primul model produs de McLaren Automotive într-o serie redusă de doar 107 de bucăți. Producția s-a desfășurat între 1994 și 1998. Automobilul a fost echipat cu un motor BMW V12 care dezvolta 627CP și ajuta mașina să atingă o viteză maximă de 386,50 km/h. Bolidul ajungea la 100 km/h cu plecare de pe loc în 3,2 secunde.
Mașina a câștigat celebra cursa de 24 de ore de la Le Mans în 1995 la chiar prima încercare.
Costul mașinii noi a fost de 1.150.000 dolari americani.

### SLR

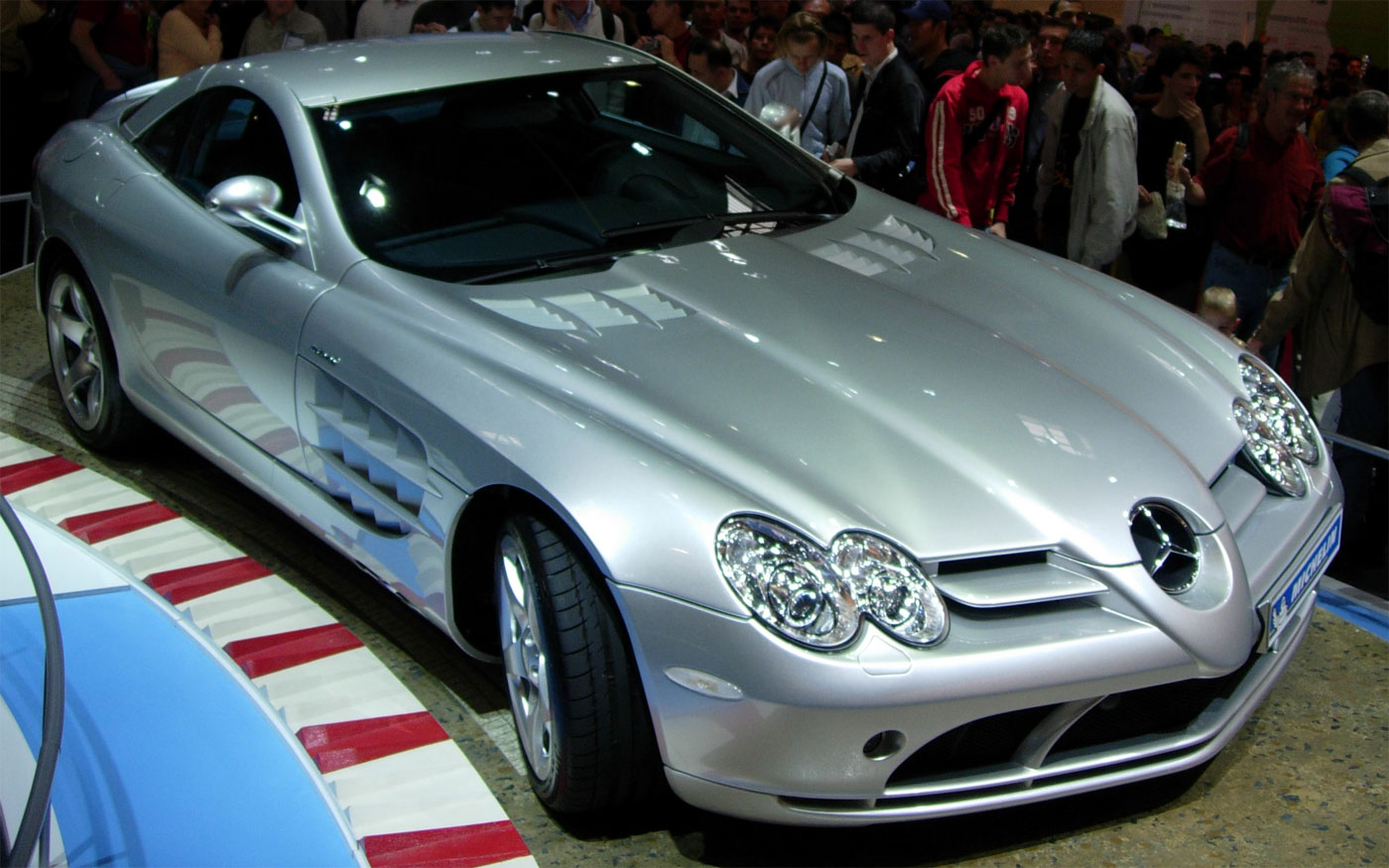
Mercedes Benz SLR McLaren

Acest model se produce începând cu 1999 sub denumirea de Mercedes Benz SLR McLaren și reprezintă o variantă exclusivistă a modelului SLR construit de Mercedes Benz.
Mașina are un motor V8 de 5,5 litri care dezvoltă o putere de 626CP, atingând 100km/h cu plecare de pe loc în 3,8 secunde.